# Centro de gravidade (militar)
Centro de gravidade (COG) é um conceito militar que se refere à fonte primária de força, equilíbrio ou estabilidade necessária para uma força manter operações de combate. Os centros de gravidade podem ser físicos, morais ou ambos, e existem para todos os beligerantes em todos os níveis tático, estratégico e operacional da guerra simultaneamente. Os COGs desempenham um papel central no planejamento militar, embora a definição exata tenha sido elusiva, com interpretações variando substancialmente ao longo do tempo, entre forças e entre teóricos. Geralmente, um COG pode ser pensado como uma parte essencial do sistema de combate de um combatente, cuja interferência resultaria em impacto desproporcional em sua eficácia de combate.(60–64)(p1041)
O conceito foi primeiro desenvolvido por Carl von Clausewitz, um prussiano teórico militar, em sua obra Da Guerra.(144,151,253,331–4,413–4,430–1,437,444) Após o fim da Guerra do Vietnã, o interesse na ideia foi revitalizado, resultando em várias conceitualizações concorrentes.::: Embora a estrutura seja usada por forças armadas ao redor do mundo, há controvérsia generalizada sobre sua definição e utilidade. A literatura acadêmica atual sobre o assunto geralmente concorda que o termo precisa de maior esclarecimento e aplicação cuidadosa, enquanto alguns teóricos pedem sua remoção completa da doutrina militar.: